# Soalli
Soalli war ein ostindisches Gewichtsmaß und als Getreidemaß im britischen Kalkutta  in Anwendung.
- 1 Soalli = 20 Pallies = 80 Rolsk/Raik = 320 Kunkes = 1600 Chattaks[1]
- 1 Soalli = 72.106 Gramm
- 16 Soallis = 1 Kahun/Khahoon